# Ministeri de Ciència i Innovació d'Espanya

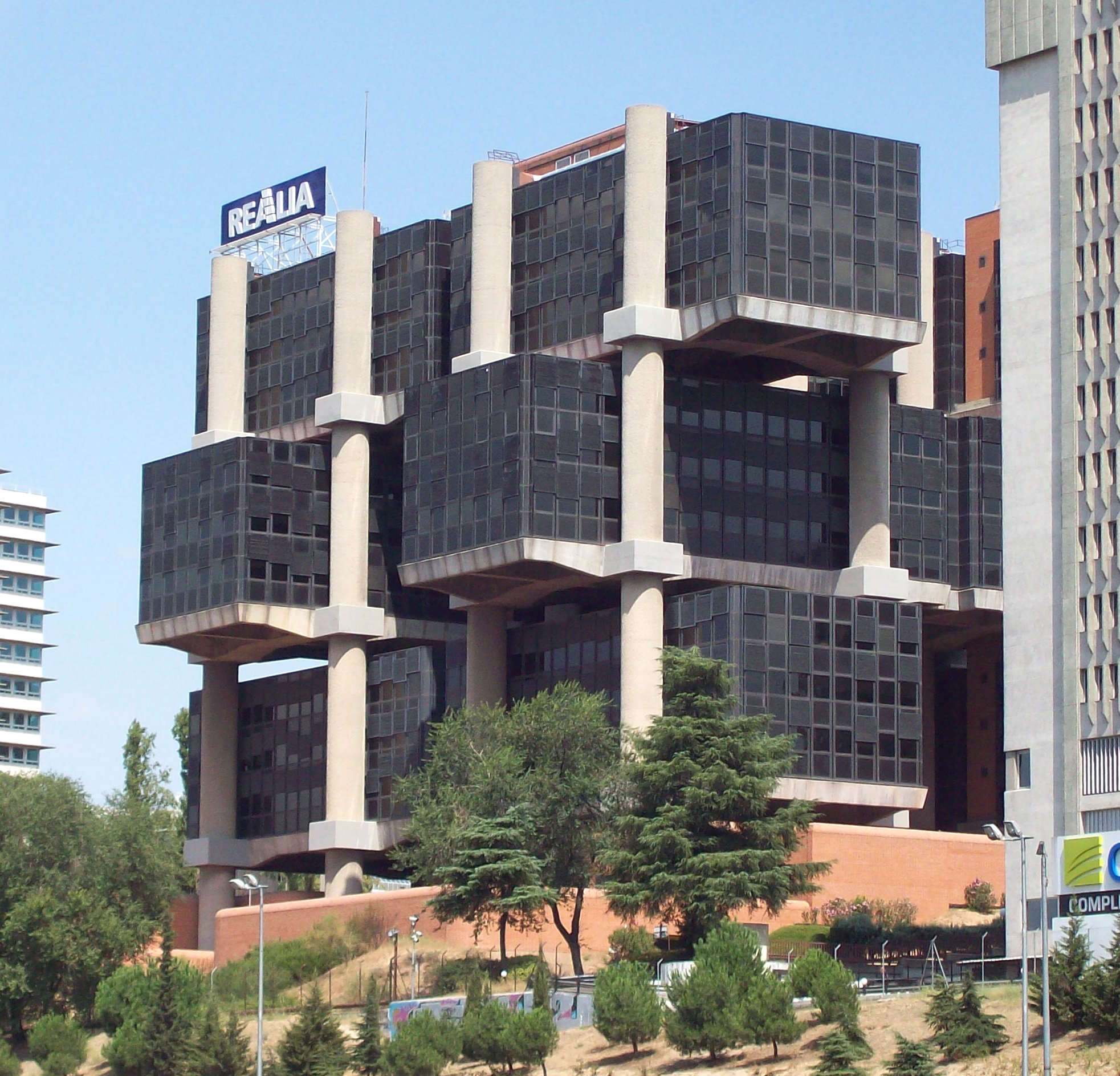
Seu principal del Ministeri, a Madrid.

El Ministeri de Ciència i Innovació d'Espanya és un dels departaments ministerials en els quals es divideix el govern d'Espanya.
Va ser creat per José Luis Rodríguez Zapatero en la formació de la IX legislatura l'abril de 2008, a partir de les competències de ciència i educació universitària provinents del Ministeri d'Educació i Ciència i les polítiques d'R+D provinents del Ministeri de Sanitat i Consum. Té la principal finalitat d'impulsar polítiques d'R+D (recerca i desenvolupament), i crear noves polítiques d'innovació.
L'any 2020, es va tornar a posar en funcionament el Ministeri de Ciència i Innovació, reemplaçant el Ministeri de Ciència, Innovació i Universitats, amb l'astronauta Pedro Duque al capdavant.

## Llista de ministres de Ciència
| Legislatura                             | Inici                  | Finalització            | Nom                      | Partit |
| --------------------------------------- | ---------------------- | ----------------------- | ------------------------ | ------ |
| Constituent (1977-1979)                 |                        |                         |                          |        |
| Ministeri d'Educació                    |                        |                         |                          |        |
| 4 de juliol de 1977                     | 5 d'abril de 1979      | Íñigo Cavero Lataillade | UCD                      |        |
| I (1979-1982)                           |                        |                         |                          |        |
| Ministeri d'Educació                    |                        |                         |                          |        |
| 6 d'abril de 1979                       | 9 de setembre de 1980  | José Manuel Otero Novas | UCD                      |        |
| 9 de setembre de 1980                   | 2 de desembre de 1981  | Juan Antonio Ortega     | UCD                      |        |
| Ministeri d'Universitats i Investigació |                        |                         |                          |        |
| 6 d'abril de 1979                       | 11 de setembre de 1981 | Luis González Seara     | UCD                      |        |
| Ministeri d'Educació i Universitats     |                        |                         |                          |        |
| 2 de desembre de 1981                   | 2 de desembre de 1982  | Federico Mayor Zaragoza | UCD                      |        |
| II (1982-1986)                          |                        |                         |                          |        |
| Ministeri d'Educació i Ciència          |                        |                         |                          |        |
| 3 de desembre de 1982                   | 25 de juliol de 1986   | José María Maravall     | PSOE                     |        |
| III (1986-1989)                         | 26 de juliol de 1986   | 12 de juliol de 1988    | José María Maravall      | PSOE   |
| III (1986-1989)                         | 12 de juliol de 1988   | 6 de desembre de 1989   | Javier Solana Madariaga  | PSOE   |
| IV (1989-1993)                          | 7 de desembre de 1989  | 24 de juny de 1992      | Javier Solana Madariaga  | PSOE   |
| IV (1989-1993)                          | 24 de juny de 1992     | 12 de juliol de 1993    | Alfredo Pérez Rubalcaba  | PSOE   |
| V (1993-1996)                           | 13 de juliol de 1993   | 3 de juliol de 1995     | Gustavo Suárez Pertierra | PSOE   |
| V (1993-1996)                           | 3 de juliol de 1995    | 5 de maig de 1996       | Jerónimo Saavedra        | PSOE   |
| VI (1996-2000)                          |                        |                         |                          |        |
| Ministeri d'Indústria i Energia         |                        |                         |                          |        |
| 6 de maig de 1996                       | 27 d'abril de 2000     | Josep Piqué i Camps     | PP                       |        |
| VII (2000-2004)                         |                        |                         |                          |        |
| Ministeri de Ciència i Tecnologia       |                        |                         |                          |        |
| 28 d'abril de 2000                      | 10 de juliol de 2002   | Anna Birulés            | PP                       |        |
| 10 de juliol de 2002                    | 4 de setembre de 2003  | Josep Piqué i Camps     | PP                       |        |
| 4 de setembre de 2003                   | 17 d'abril de 2004     | Juan Costa Climent      | PP                       |        |
| VIII (2004-2008)                        |                        |                         |                          |        |
| Ministeri d'Educació i Ciència          |                        |                         |                          |        |
| 18 d'abril de 2004                      | 7 d'abril de 2006      | María Jesús San Segundo | PSOE                     |        |
| 7 d'abril de 2006                       | 14 d'abril de 2008     | Mercedes Cabrera        | PSOE                     |        |
| IX (2008-2011)                          |                        |                         |                          |        |
| Ministeri de Ciència i Innovació        |                        |                         |                          |        |
| 14 d'abril de 2008                      | 2011                   | Cristina Garmendia      | PSOE                     |        |
| XIV (2019-)                             |                        |                         |                          |        |
| Ministeri de Ciència i Innovació        |                        |                         |                          |        |
| 13 de gener de 2020                     | 12 de juliol de 2021   | Pedro Duque Duque       | PSOE                     |        |
| 12 de juliol de 2021                    | Actualitat             | Diana Morant Ripoll     | PSOE                     |        |